# Dario Mione
Dario Mione (Bergamo, 28 giugno 1975) è un giornalista e scacchista italiano, maestro FIDE.

## Biografia
Si diploma nel 1995 al liceo classico Paolo Sarpi e nel 1997 inizia l'attività lavorativa a Il Nuovo Giornale di Bergamo, nel corso della quale diventa giornalista professionista nel 2003. Dal 2000 cura il settimanale web Messaggero Scacchi, mentre dal 2009 è direttore editoriale della rivista Torre & Cavallo - Scacco!, edita da Messaggerie Scacchistiche. Nel periodo 2010-2012, in occasione del trentennale della sezione scacchi della Società sportiva Excelsior di Bergamo, ne è stato presidente.

## Carriera
Apprende le basi degli scacchi all'età di sei anni, ma comincia a praticare l'attività agonistica a undici. Ottiene il primo piazzamento di rilievo a livello nazionale nel 1989, quando si classifica terzo al campionato italiano giovanile nella categoria under 14.
Nel 1997 ottiene il titolo di maestro e nel 1998 quello di maestro FIDE, entrambi al festival internazionale Conca della Presolana. Nel 2000 è primo al campionato italiano semilampo, ma il titolo va al maestro internazionale Daniel Contin per migliore spareggio tecnico.

## Opere
- Ciak Mate – Un secolo di scacchi al cinema, Brescia, Messaggerie Scacchistiche 2021, ISBN 9788898503247